# Xestocephalus javanus
Xestocephalus javanus är en insektsart som beskrevs av Melichar 1914. Xestocephalus javanus ingår i släktet Xestocephalus och familjen dvärgstritar. Inga underarter finns listade i Catalogue of Life.